# دان بوز
دونالد آر. بوز بسکتبالیست حرفه‌ای بازنشسته آمریکایی است. بوز، پوینت گارد (قد ۱ متر و ۹۳ سانتی‌متر) فارغ‌التحصیل از دانشگاه ایوانزویل، به مدت ۱۳ فصل (از ۱۹۷۲ تا ۱۹۸۵) در لیگ‌های اتحادیه ملی بسکتبال (NBA) و اتحادیهٔ منحل‌شدهٔ بسکتبال آمریکا (ABA) به میدان رفت. او در تیم‌های ایندیانا پیسرز، فینیکس سانز، پورتلند تریل بلیزرز و کانزاس سیتی کینگز بازی کرده‌است.